# Zodarion geticum
Zodarion geticum är en spindelart som beskrevs av Weiss 1987. Zodarion geticum ingår i släktet Zodarion och familjen Zodariidae.
Artens utbredningsområde är Rumänien. Inga underarter finns listade i Catalogue of Life.